# Fabien Grellier
Fabien Grellier (Aizenay, 31 ottobre 1994) è un ciclista su strada francese che corre per il team TotalEnergies. È professionista dal 2016.

## Palmarès

### Strada
- 2013 (Vendée U, due vittorie)

2ª tappa Tour de Mareuil-Verteillac-Ribérac (Talmont-Saint-Hilaire > Talmont-Saint-Hilaire)
Classifica generale Tour de Mareuil-Verteillac-Ribérac
- 2015 (Vendée U, una vittoria)

3ª tappa Circuit des Plages Vendéennes (Fougeré > Fougeré)

#### Altri successi
- 2014 (Vendée U)

3ª tappa Tour de Seine-Maritime (Montivilliers, cronosquadre)

## Piazzamenti

### Grandi Giri
- Tour de France

2018: 120º
2019: 121º
2020: 117º
2024: 90º

### Classiche monumento
- Milano-Sanremo

2019: 158º
- Parigi-Roubaix

2016: ritirato
- Liegi-Bastogne-Liegi

2016: ritirato
2017: 82º
2018: 114º
2019: ritirato
2020: 89º
2021: 121º
2022: ritirato
2023: ritirato
2024: 113º
2025: 127º
- Giro di Lombardia

2017: ritirato
2022: ritirato
2023: ritirato

### Competizioni mondiali
- Campionati del mondo

Richmond 2015 - In linea Under-23: 32º